# Sierra de Aitana
La sierra de Aitana es un conjunto montañoso que forma parte del sistema Prebético, en su extremo más oriental dentro de la península ibérica. Está encuadrada en el norte de la provincia de Alicante (España), y presenta una disposición este-oeste. La sierra se extiende sobre una superficie próxima a las 2000 hectáreas, situándose gran parte de ellas en la comarca de la Marina Baja, lindando hacia el oeste con la Hoya de Alcoy y el Condado de Cocentaina. El pico de Aitana, cumbre de dicha sierra, es a su vez la cumbre de la provincia, con 1558 m s. n. m. Se trata de una de las sierras más emblemáticas de la provincia de Alicante, debido al gran número de rutas de senderismo que se pueden realizar en la zona.
Hay que señalar que en la cumbre de la sierra se encuentran tanto la base que alberga el Escuadrón de Vigilancia Aérea n.º 5 como el centro de telecomunicaciones que da servicio a Alicante y sus alrededores, por lo que no se puede acceder al vértice geodésico, situado en el punto más alto.

## Etimología
Sobre el origen del topónimo de la sierra no hay muchos datos. La teoría más aceptada es que procede de la base latina montana en el término Edetana, es decir, "la montaña de los edetanos" (tribu ibérica allí asentada).
Sin embargo la zona donde se asienta esta sierra no pertenecía a la Edetania, más bien pertenecía a la Contestania, con capital en Saití y una segunda más que probable que es Cocentaina.

## Medio físico

### Orografía
La sierra de Aitana se encuadra en el sector Prebético de las Cordilleras Béticas, y en concreto en el dominio paleogeográfico del Prebético de Alicante o Prebético Meridional. Dado que sus depósitos tuvieron lugar en una zona de talud continental, estos presentan características litológicas intermedias entre la Prebética (zona nerítica) y Subbética (zona pelágica). Por otro lado, puesto que frecuentemente existe una barrera (alto fondo) entre la plataforma y el talud, en ella se localizan formaciones coralinas, que han sido localizadas desde el Eoceno inferior hasta el Mioceno. Esta situación paleogeográfica especial de la sierra de Aitana ha originado cambios de facies y de potencia que son detectables en poca distancia, con importantes consecuencias en los aspectos hidrogeológicos.

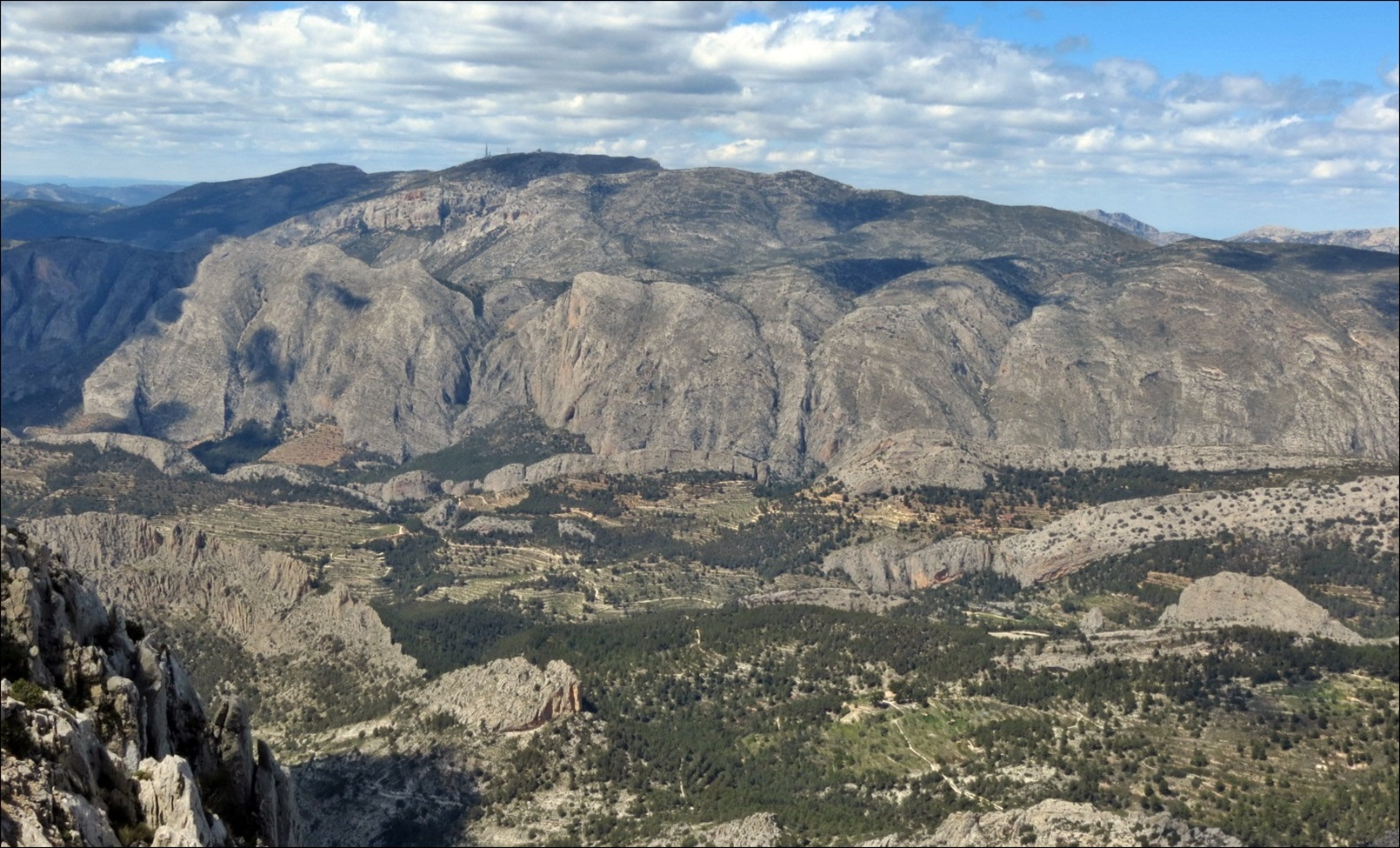
Vertiente meridional de la sierra de Aitana

La sierra presenta un relieve extremadamente accidentado y fuertes pendientes, con laderas de tipo cantil-talud. Además, su proximidad al mar hace de esta sierra un lugar de fuertes contrastes y de preciosas vistas en los días claros, en los que se puede avistar a simple vista Ibiza e incluso Mallorca. Destacan sus vértices puntiagudos y verticales paredes, que contrastan con algunas zonas llanas en las que encontramos campos de cultivo y algunos arroyos. El sector más accidentado y abrupto es el septentrional, donde se encuentran las alturas principales: aparte del pico más elevado que da nombre a la sierra, el Aitana (1558 m s. n. m.), encontramos también la Peña Alta (1506 m s. n. m.), la Peña Mulero (1308 m s. n. m.) y el Alto del Carrascal (1200 m s. n. m.).
La cara norte da al Valle de Guadalest, que está rodeado por un excepcional decorado de montañas. Al Norte hay un muro bastante compacto formado por la Sierra de la Serrella y Aixortá, prolongación de esta última, mientras que al Sur el valle está cerrado por la Sierra de Aitana. A Poniente, en la cabecera del valle, las sierras de Aitana y Serrella se unen en el Puerto de Confrides  (966m), paso natural entre las comarcas de Hoya de Alcoy y el Condado de Cocentaina hacia la Marina Baja. Muy cerca nace el río Guadalest.

### Características climáticas
El clima de la sierra de Aitana está condicionado, a grandes rasgos, por la altitud de la sierra y su orientación predominante. El ritmo anual de las temperaturas es parecido en toda la sierra, aunque los valores medios presentan lógicamente variaciones importantes: las medias anuales oscilan entre los 13,8 °C de Alcolecha (739 m s. n. m.) y los 15,6 °C de Callosa de Ensarriá (247 m s. n. m.), en la vertiente norte. Pese a eso, resulta lógico suponer que las medias en las áreas superiores de la sierra, por encima de los 1.500 metros, deben ser bastante más bajas (10/11 °C). El mes más cálido es julio en Alcolecha y agosto en Callosa (con temperaturas medias de 24,5 y 23,1 °C, respectivamente), mientras el más frío es diciembre en la primera y enero en la segunda (con 6,1 y 10,0 °C, respectivamente).

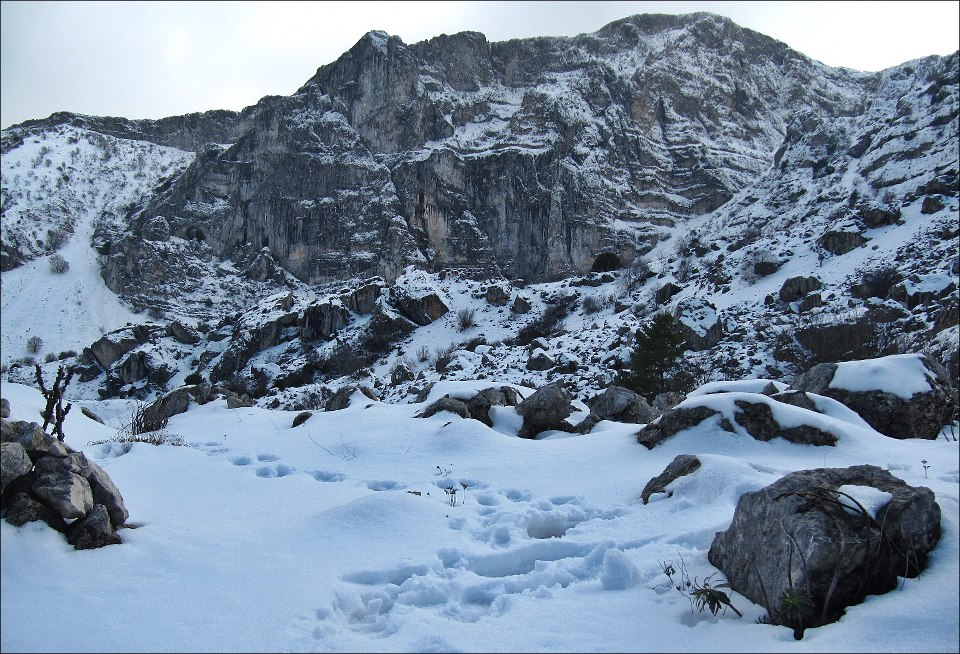
Aitana nevada.

Las heladas son frecuentes durante los meses invernales, y abarcan un período temporal relativamente amplio, sobre todo en las zonas más elevadas de la sierra. En la actualidad, se estima que son 120 (valor aproximado) los días en los que la temperatura es inferior a 0 °C. En la población de Alcolecha, situada en la ladera Norte, existen casi 27 días de helada al año como valor medio. Estas singularidades climáticas de la Sierra de Aitana hacen que en ella se localicen el máximo número de pozos de nieve de la provincia (14). Las precipitaciones tienen en la zona carácter orográfico: como una conjunción de las características estructurales (altura relativamente elevada y orientación aproximada este-oeste) y del papel predominante de los vientos húmedos del nordeste, se generan los temporales de otoño e invierno. También se producen precipitaciones de origen convectivo debido a los ascensos de aire al chocar contra la sierra el viento húmedo y cálido de levante.
Las precipitaciones más elevadas en el entorno de la sierra corresponden al sector de barlovento, donde se estima que en zonas medias-altas la precipitación media anual puede rondar los 800/900 mm. Alcolecha cuenta con una media de 706 mm/año, para ir disminuyendo a medida que vamos desplazándonos hacia el Este (Benimantell, 608 mm/año; Callosa de Ensarriá, 474 mm/año) y al oeste (Benifallim-El Carrascalet, 558 mm/año); pero es en la vertiente meridional donde se hace más patente el efecto de barrera ejercitado por la sierra: en el observatorio de Sella se recogen como una media de 424 mm/año, mientras que en Relleu la precipitación desciende hasta los 387 mm/año. Las nevadas, finalmente, suelen visitar la sierra casi todos los inviernos, aunque su incidencia es muy variable entre un año y otro. En observatorios como Benifallim se superan los dos días de nieve al año de media, valor que lógicamente ha de ser más elevado en cotas más altas. En este caso, la incidencia de las nevadas no sólo es más pronunciada, sino que la permanencia de la capa de nieve es también más prolongada.

## Marco geológico
La sierra de Aitana es una sierra de una gran complejidad geológica donde predominan de manera acaparadora materiales calcáreos y en menor medida dolomíticos. Estratigráficamente, los materiales que afloran a la sierra se encuentran desde el Cretáceo hasta el Mioceno. En términos geológicos la sierra de Aitana constituye un anticlinal asimétrico vergente hacia el N, afectado por fallas normales en su flanco norte, las fallas de Aitana y Partagat. Estas fallas confieren a esta ladera N de la sierra una morfología escalonada.

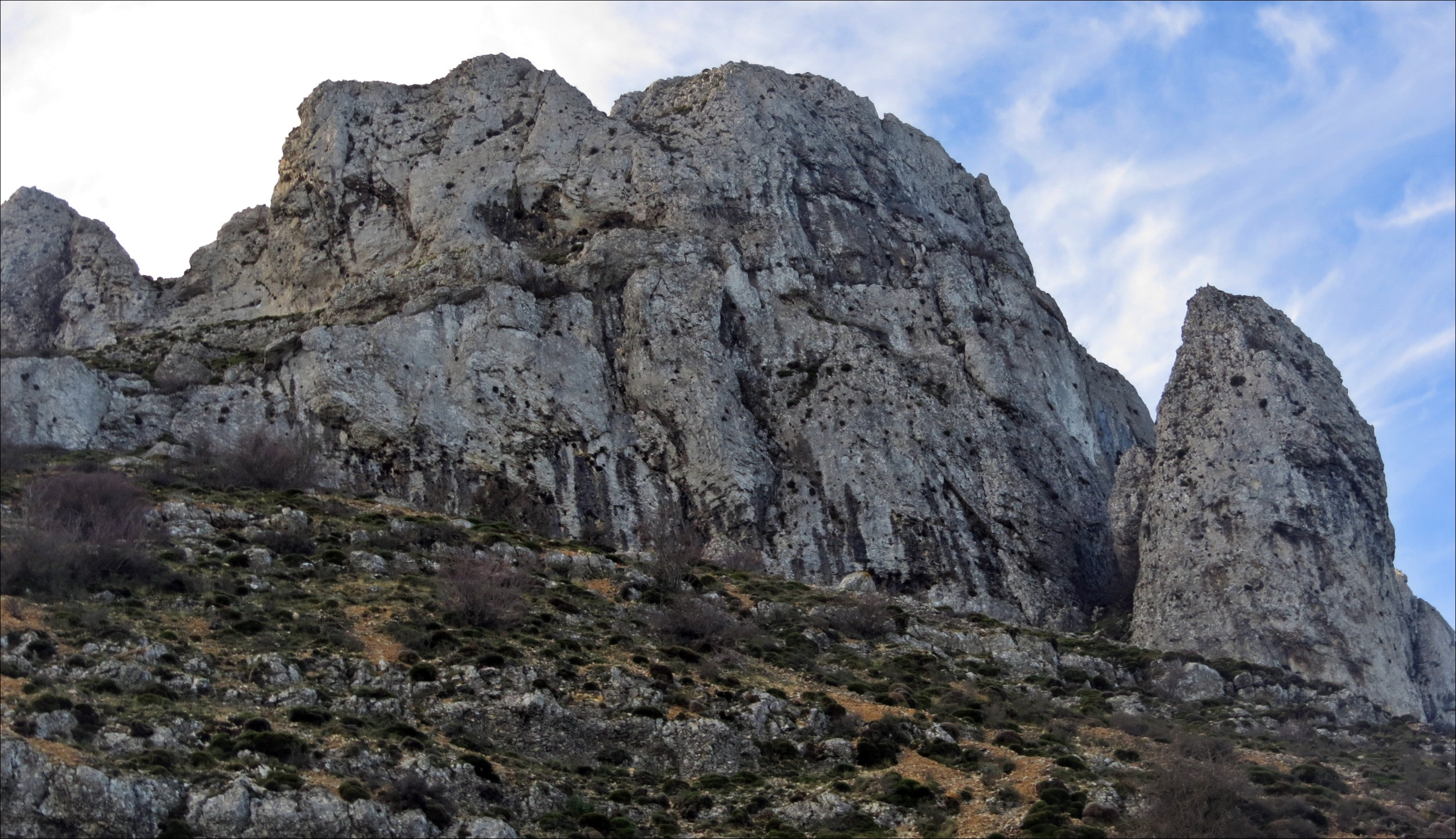
Canchales y frare en la parte alta de Aitana.

Desde que se originó el relieve elevado y escalonado de la sierra de Aitana, el agua, el hielo y los movimientos de ladera se han encargado de esculpir y de modelar sus rocas, hasta adquirir las dimensiones y formas que podemos ver hoy en día, siendo un proceso lento pero sin interrupciones. En relación con el material que se desprende del frente montañoso son llamativos el desarrollo de canchales, evidencias de actividad periglaciar en la sierra. De la misma forma se acumulan en la ladera bloques de mayor tamaño. Estos procesos de movimientos de ladera, principalmente los que afectan a mayor masa de roca, están en relación con las fallas normales que se encuentran a lo largo la sierra, así como al contraste litológico entre las Calizas Eocenas y las margas del Oligoceno y Mioceno Inferior, que favorecen los procesos de expansión lateral y vuelcos.
Como no podía ser de otro modo, tampoco escasean las salidas de agua del sistema kárstico(manantiales). Son frecuentes los que se localizan en el contacto entre el muro de las calizas eocenas y el impermeable de base (arcillas y margas paleoceno-eocenas) entre las que cabe destacar la Font de Matjelis (al sur de Confrides) y la Font dels Xorrets (al suroeste de Benifato).

## Hidrogeología

### Simas de Partagat
Las simas de Partagat se encuentran a menos de un kilómetro al este de la cumbre de la sierra de Aitana. A las simas de Partagat solo se puede acceder a pie a través de algunas de las rutas de senderismo más emblemáticas de la sierra. La opción más recomendable es hacerlo desde el área recreativa de la Fuente de Partagat (Benifato), desde donde debemos tomar el sendero de pequeño recorrido P.R. C.V. 21 hacia el Puerto de Tudons. Un poco antes de llegar a la Fuente de Forata nos desviamos hacia el Paso de la Zorra y las simas de Partagat. También se puede acceder, usando el mismo sendero PR-CV-21, desde el área recreativa de la Fuente del Arbre. Una tercera opción es acceder desde el Portet de Tagarina usando un sendero que discurre a lo largo de la zona de cresta de la sierra de Aitana.

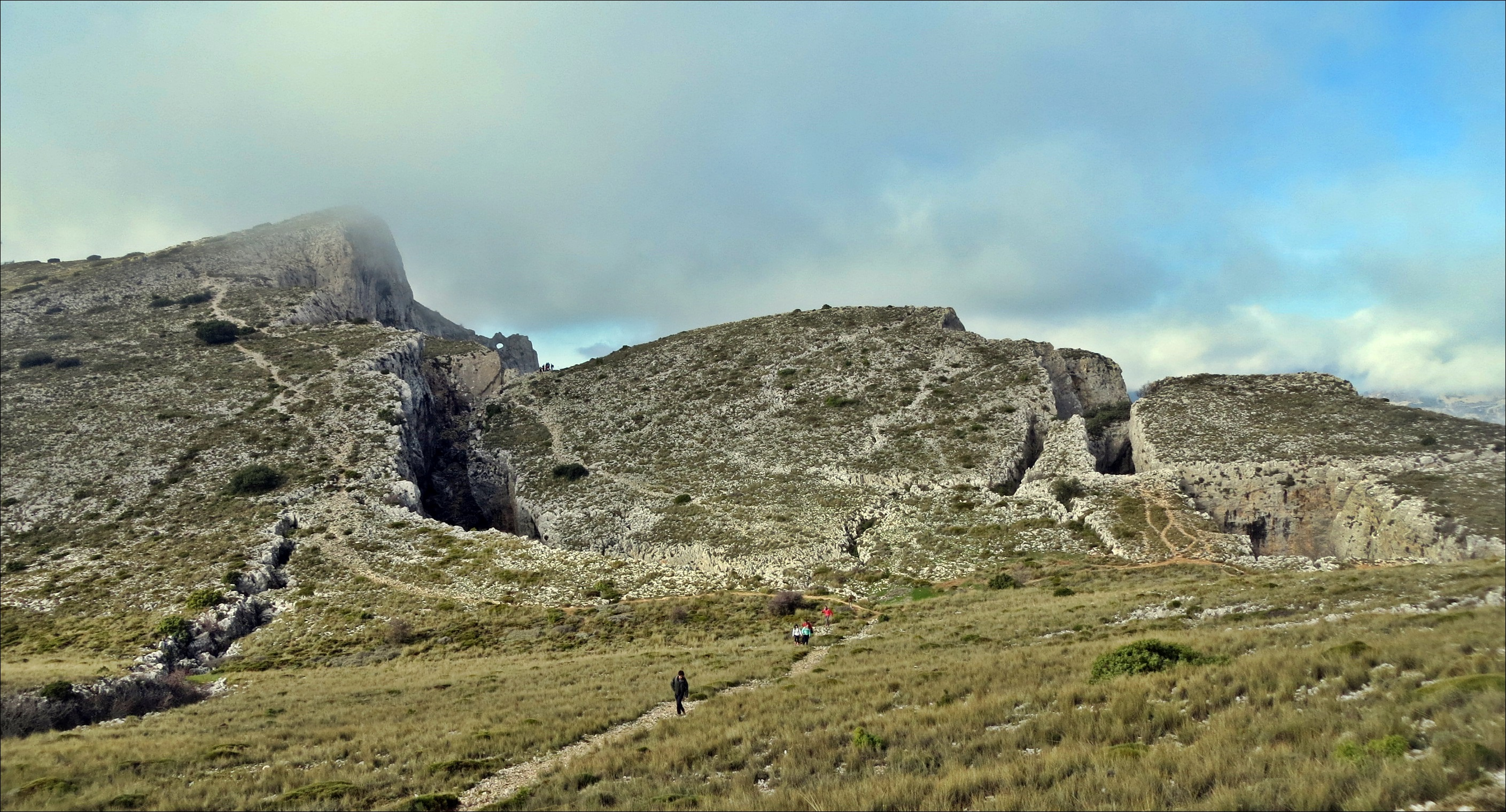
Vistas de algunas de las simas.

Las simas de Partagat son grandes fracturas abiertas que separan bloques de caliza de grandes dimensiones (decamétrico a hectométrico de lado, con volúmenes en algún caso de más de 10 millones de metros cúbicos). Tienen unas aberturas máximas de hasta 15–20 m y profundidades de varias decenas de metros, lo que las convierte en uno de los ejemplos más espectaculares de nuestro país. Los bloques de roca caliza se desplazan sobre las arcillas que, cuando están embebidas en agua, se comportan de forma plástica. Los bloques de roca caliza han sido separados por fracturas abiertas de grandes dimensiones, cuya posición original podría ser fácilmente restituida como si de un puzle se tratara. Estas fracturas abiertas tienen una “vida geológica” muy corta de entre unos centenares o unos pocos miles de años. En un futuro “geológicamente inmediato” estos bloques terminarán por deslizar por la ladera norte de la sierra. A lo largo de la misma se pueden observar bloques antiguos deslizados que en su día debieron formar simas parecidas. Se trata de un punto de recarga de la unidad hidrogeológica que constituye Aitana.
Estas simas ya fueron citadas por Cavanilles hace casi doscientos años (en Lacarra et al., 1997): “Es indudable que Aitana ha padecido conmociones violentas, y aun hoy conserva monumentos y efectos de ellas. Vense espaciosas cavernas, que empiezan en la superficie de la esplanada, y siguen por la entrañas del monte sin haber podido jamás calcular su profundidad: en una de ellas arrojé un canto de diez o doce libras, que tropezando con las desordenadas peñas de aquel abismo, resonó largo tiempo hasta que la distancia debilitando gradualmente el ruido, impidió se oyese”.

### El acuífero de Aitana

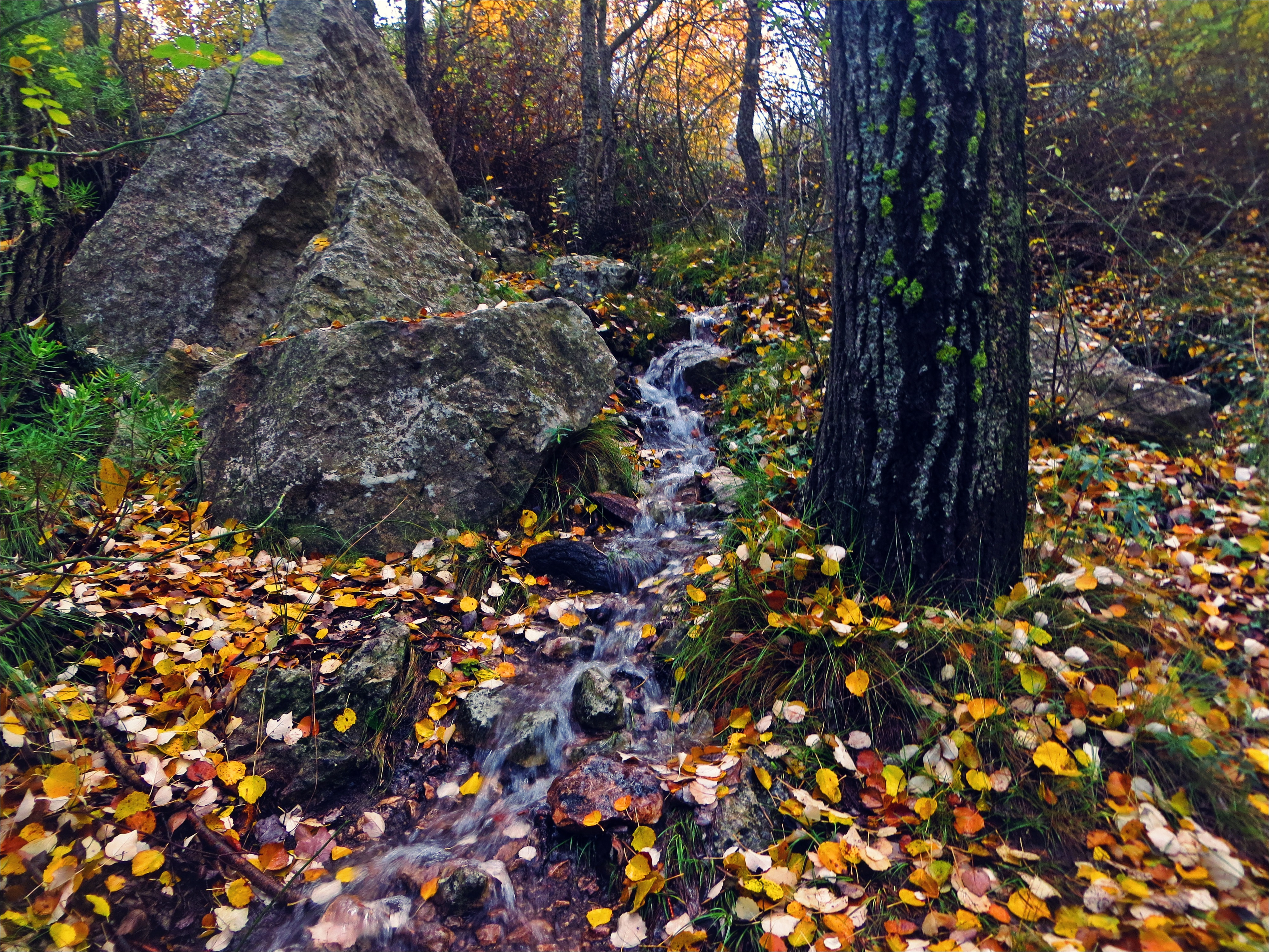
Arroyo junto a la Fuente de Partagat.

La definición del ámbito geográfico de la Unidad Hidrogeológica 08.45 Sierra Aitana viene establecida en el Plan Hidrológico de la cuenca del Júcar. Esta unidad se encuentra situada en el noreste de la provincia de Alicante y dentro de sus límites están parte de las comarcas de la Marina Baja (incluye total o parcialmente los términos municipales de Beniardá, Benidorm, Benifato, Benimantell, Callosa de Ensarriá , Confrides, Finestrat, Castell de Castells, La Nucía, Orcheta, Polop, Relleu y Sella), Hoya de Alcoy (parcialmente los municipios de Benifallim y Penáguila), Condado de Cocentaina (parcialmente los municipios de Alcolecha y Benasau) y Campo de Alicante (parcialmente el término municipal de Torremanzanas). El sistema se recarga exclusivamente por infiltración del agua de lluvia en la zona montañosa donde afloran las calizas, posteriormente la circulación del agua subterránea se da de O-E. La descarga natural se produce donde existe el contacto entre las formaciones acuíferas y los materiales impermeables de su base. Por ese motivo a lo largo de la sierra podemos encontrar numerosas fuentes, que desde siempre han contado con una gran estima por la calidad de sus aguas, como las de Partagat (Benifato), la del Arbre (en Confrides), o la fuente más alta de la provincia, la Fuente de la Forata, a unos 1400 m s. n. m.

## Fauna
La variada comunidad faunística de la sierra constituye una buena representación de los medios de montaña mediterránea. De hecho, por su superficie y la relativamente escasa presencia humana, Aitana ha representado un importante papel como refugio de especies que ha enrarecido extremadamente o que han desaparecido en otras sierras próximas. Aquila fasciata, gavilanes, Perdiz roja, halcones, búhos y otras rapaces planean por encima de estos terrenos, en los que también anidan mochuelos, lechuzas, cornejas, cuervos, tordos, petirrojos, mirlos, vencejos y golondrinas. Sobre un relieve caprichoso que eleva el suelo a las más altas cimas y riscos para luego hundirse en valles y romperse en barrancos, habitan, además, especies como el gato montés, el jabalí, la ardilla, la jineta, el lirón, el tejón, la comadreja, el conejo y el zorro.

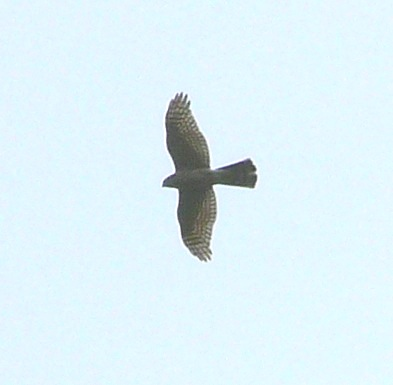
Gavilán volando.

La cumbre más alta de la provincia es también un importante lugar de paso para las aves en sus pasos migratorios, siguiendo el valle de Guadalest. Las aves de montaña en Aitana gustan de espacios abiertos y suelen viajar en bandos, siendo también mucho más conspicuas debido a la falta de cobertura vegetal propia de esas alturas. Muchas aves están vinculadas, de una forma u otra, con las montañas. Algunas encuentran en las áreas montañosas sus lugares ideales para vivir, otras las prefieren para buscar alimento y otras como puntos idóneos para su reproducción. La tradicional tranquilidad y soledad de estos agrestes parajes ha permitido la supervivencia de estas especies y no sólo de aves, sino de otras muchas formas de vida.

## Flora
La gran variedad vegetal y faunística de la sierra de Aitana le otorga un valor añadido que la configura como una de las sierras más importantes de la provincia de Alicante. Tan solo está calificada como monte público y, junto con la Sierra de Serrella y del Puig Campana, Lugar de Interés Comunitario. Los valores medioambientales y la conservación de muchos elementos que componían la organización tradicional del espacio la hacen merecedora de la protección con esta figura. Otro aspecto que apoya la necesidad de catalogarla como parque natural es la existencia de varias micro-reservas de flora incluidas en el Programa LIFE de la Unión Europea, lo que conlleva la protección y conservación de estos espacios y la realización de tareas de difusión de los valores de la sierra de Aitana. La flora es el aspecto más destacado de la población biótica de la sierra de Aitana, ya que se pueden encontrar especies que son más frecuentes al norte del país, pero escasas en esta zona. Por otra parte encontramos especies propias de sierras béticas situadas más al sur, algunas de las cuales establecen en Aitana su límite norte de distribución. Por último, en Aitana se pueden encontrar especies endémicas de gran valor biogeográfico.

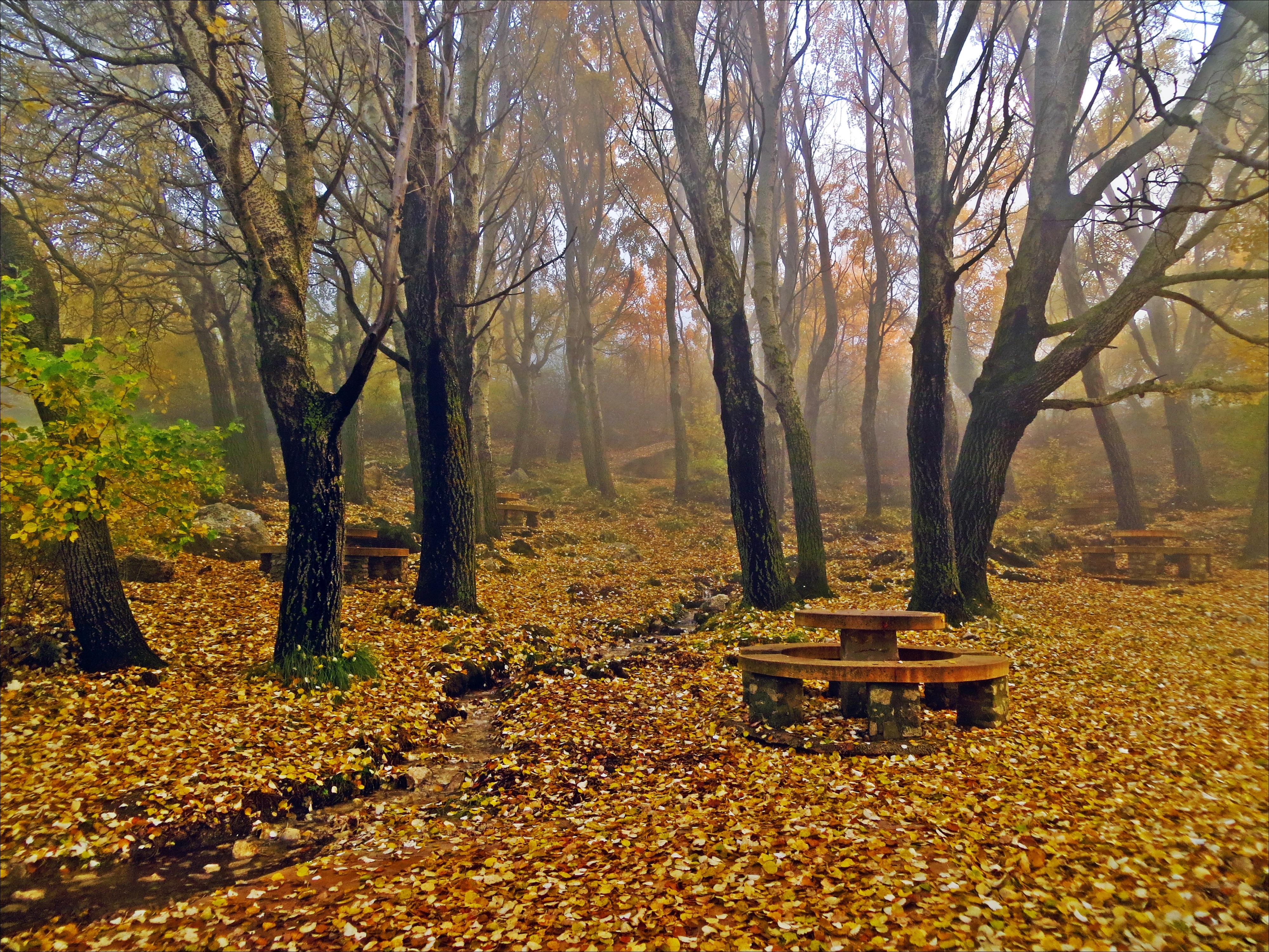
Vegetación caducifolia en la Fuente de Partagat.

En las áreas mesomediterráneas menos elevadas y ligeramente más secas encontramos carrascales densos, en los que predominan la encina (Quercus rotundifolia), pero también especies caducifolias como Fraxinus ornus o Cytisus heterochrous en enclaves más protegidos. Constituyendo orlas en las partes más bajas y zonas soleadas se encuentran fragmentos de coscojares (Quercus coccifera) con espinos y aladiernos (Rhamnus lycioides, Rhamnus alaternus), que alternan con aulagar-romerales (con Ulex parviflorus, Erica multiflora, Ononis rentonarensis, Helianthenum cinereum subsp. rotundifolium, Salvia rosmarinus, etc.).
En las laderas más elevadas y umbrías orientadas al norte encontramos algunos ejemplares de robledales mixtos con encinas, junto a otras especies caducifolias como el arce (Acer granatense), fresno (Fraxinus ornus) o el serbal (Sorbus aria), que constituyen pequeñas poblaciones de gran belleza y majestuosidad. Entre los arbustos dominan especies como Prunus spinosa, Cotoneaster granatensis, Rosamyriacantha, Crataegus monogyna, Berberis australis o Lonicera etrusca. En las áreas supramediterráneas, en la cumbre de la sierra, se pueden observar pequeños prados de montaña constituidos por salviares con Salvia blancoana subsp. mariolensis, Erinacea anthyllis, Scabiosa turolensis o Armeria alliacea entre otras.

### Microrreserva de flora
Una microrreserva de flora es una zona de menos de 20 hectáreas de extensión, que es declarada mediante Orden de la Consejería de Medio Ambiente de la Generalidad Valenciana, a fin de favorecer la conservación de las especies botánicas raras, endémicas o amenazadas, o las unidades de vegetación que la contienen. En la Microrreserva se encuentran protegidas las plantas y los sustratos sobre las que éstas crecen (suelo, roca, etc.). En la actualidad se cuenta con tres Microrreservas de Flora declaradas: el Paso de la Zorra, el Runar dels Teixos y la Peña de la Fuente Vieja. Además se ha solicitado la declaración de una cuarta micro reserva, el Runglador o Morro de les Moles.

## Poblamiento y usos actuales

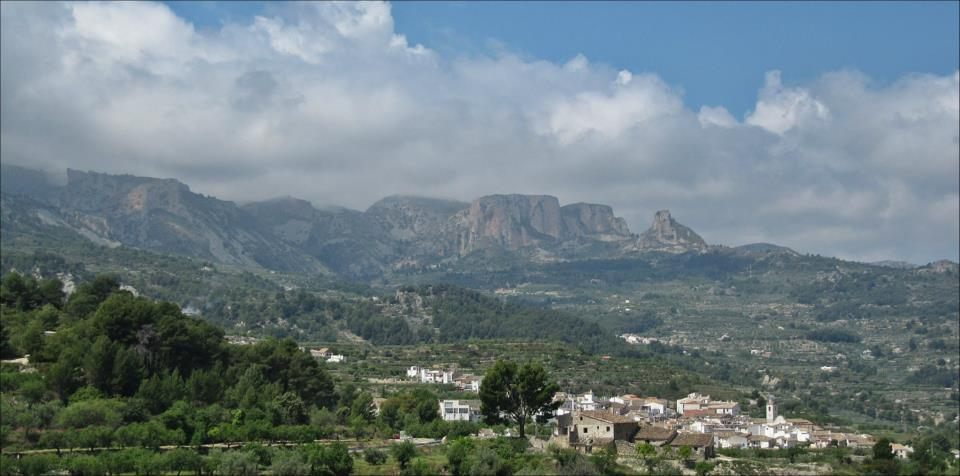
El valle de Guadalest y Aitana desde el castillo de Guadalest.

Actualmente, un total de once pueblos se sitúan en las inmediaciones de la sierra: Benasau, Ares del Bosque, Alcolecha y Penáguila, al noroeste; al norte, y en el Valle de Guadalest, se encuentran Confrides, Abdet, Benifato, Beniardá, Benimantell y Guadalest; finalmente, en el límite sur de la sierra, aparece Sella. Todos estos municipios se encuentran en las comarcas de Condado de Cocentaina, la Marina Baja y la Hoya de Alcoy.
La sierra de Aitana es un espacio que reúne ejemplos claros de los diversos usos de que ha sido objeto buena parte de esta sierra y constituye un buen reflejo de la diversidad paisajística que deriva de esos usos, a pesar de ser dominio potencial del encinar sublitoral; los paisajes prototipo son los campos abandonados, que constituyen el paisaje antrópico dominante en la Sierra de Aitana, siendo uno de los de mayor impacto visual debido al aterrazamiento de laderas y vaguadas hasta cotas elevadas, en la que se plantaron olivos, almendros y cereal, productos a los que en la actualidad se añaden algunos frutales. Por otra parte, el carboneo, que consiste en el aprovechamiento de leñas y maderas para la obtención de carbón vegetal para hogares y hornos. En la sierra de Aitana la especie más utilizada para este fin fue la carrasca. Estos carrascales destinados al carboneo se localizan en la vertiente septentrional de la sierra y sobre laderas pedregosas, de pendiente acusada, en que el aprovechamiento agrícola era imposible. Por último, a destacar la importancia de las repoblaciones. Son frecuentes la presencia de pinares, fruto en su mayor parte de diferentes etapas de repoblación.

### ¿Futuro parque natural?
La gran variedad vegetal y faunística de la Sierra de Aitana le otorga un valor añadido que la configura como una de las sierras más importantes de la provincia de Alicante. A pesar de no estar catalogada como parque natural y de contar tan solo con la calificación de monte público y, junto con la Serrella y el Puig Campana, estar declarada Lugar de Interés Comunitario, los valores medioambientales y la conservación de muchos elementos que componían la organización tradicional del espacio la hacen merecedora de la protección con esta figura.
En la primavera del 2012, EUPV defendió en la comisión de medio ambiente de las Cortes Valencianas una proposición no de ley para declarar como parque natural el macizo de Aitana y las sierras que lo circundan, argumentando que "es el más importante núcleo montañoso del sur de la Comunidad Valenciana, con una gran riqueza geomorfológica y paisajística, y desde el punto de vista ecológico es excepcional, con especies vegetales que no se encuentran en ningún otro lugar de la comunidad, y una fauna de gran diversidad, por la extensión de la sierra, la diversidad del medio y la escasa densidad humana." El Partido Popular de la Comunidad Valenciana desestimó la proposición alegando que no se disponían de fondos para iniciar los trámites para declarar parque natural a la Sierra de Aitana y a las sierras circundantes.

## Aitana en el arte

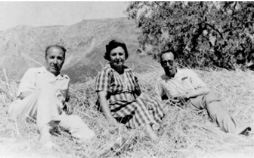
Óscar Esplá (derecha) con Germán Bernácer y su mujer, María Guardiola, en la sierra de Aitana

### Literatura
- Gabriel Miró: Años y leguas (1928)
- Enric Valor: L'Ambició d'Aleix (1967)

### Música
- Óscar Esplá: Sinfonía Aitana, Op. 56 (1958)

### Pintura
- Emilio Varela: Nogal, olivos y luz de Aitana; Nieves en Aitana y en la Carrasqueta; Paisaje de Aitana[5]

### Nombre
Cuando Rafael Alberti y su mujer, María Teresa León, se exilian a París a través de Orán (Argelia), viajan en una avioneta que despega del aeródromo de Monóvar el 6 de marzo de 1939. En su última visión de las tierras de España desde el aeroplano, el matrimonio Alberti-León observa la Sierra de Aitana. En su exilio a Argentina, con María Teresa embarazada, deciden que si nacía una niña, tendría por nombre Aitana, en honor a esa sierra.
Posteriormente, la hija del matrimonio, será madrina de Aitana Sánchez Gijón, nacida en Roma durante el exilio comunista de su padre, lugar a dónde en 1963 se habían exiliado el  poeta y la escritora. Desde entonces el nombre de populizará en la sociedad española.